# 江木高遠

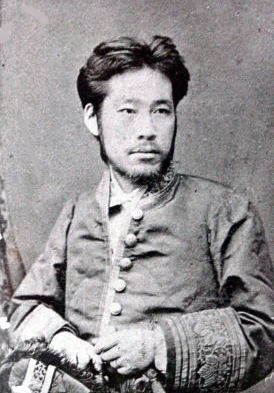
江木高遠

江木高遠（えぎたかとお、1850年2月3日（嘉永2年12月22日） - 1880年（明治13年）6月6日）は、文明開化期の学者、啓蒙家、外務官僚。養子に入り、『高戸賞士』を名乗った時期があった。米国で軍事と法律を学び、教員を経て演説家として名を馳せたが、外交官として渡米後ピストル自殺した。

## 生涯
備後福山藩の儒官、江木鰐水の第四子として福山に生まれた。幼名は賞士、通称は賞一郎。母は、年（とし）。
1856年（安政3年）（7歳）、藩校誠之館に入り、1868年（明治元年）（19歳）秋、長崎でフルベッキに学び、翌年、藩の推薦により東京の開成学校に転じ、明治2年（1869年）に慶應義塾に学んだ。1870年（明治3年）（21歳）、華頂宮博経親王の随員の一人としてニューヨークへ渡り、コロンビア法律学校（Columbia Law School）に学んだが、1872年、病気の親王と帰国し、1874年再渡米して、1876年卒業した。その間の1875年、専修大学の母体、『日本法律会社』の結成に関わった。
1877年（明治10年）、東京英語学校教諭、次いでその後身の東京大学予備門の教諭を勤める。そのかたわら、啓蒙講演会の組織的運営を企画、1878年6月30日、『なまいき新聞』発刊記念講演として、浅草に500人を超す客を集め、考古学と大森貝塚発掘に関するエドワード・S・モースの講演会を開き、江木が通訳した。
1878年9月21日、会費制の『江木学校講談会』を発足させた。社員（常任講師）として、外山正一、福沢諭吉、西周、河津祐之（後の東京法学校校長）、藤田茂吉（生意気新聞主筆）、モースが名を連ねた。この講談会は1879年10月まで30回近く催され、常任講師のほかに、長谷川泰（日本医科大学の前身『済生学舎』の創設者）、沼間守一、島地黙雷、菊池大麓、大内青巒、トマス・メンデンホール、加藤弘之、杉享二（統計局長）、アーネスト・フェノロサ、小野梓、辻新次（教育行政家）、中村正直、佐藤百太郎、島田三郎、林正明（政治評論家）、金子堅太郎、田口卯吉、長岡護美なども、登壇した。この講談会には郵便報知新聞も関係したとされる。
1879年12月、外務省書記官になる。1880年（明治13年）1月の交詢社の発足に際して、創立事務委員として参画したが、定議員への就任は渡米予定のため辞退。1880年3月、帰任の吉田清成駐米大使に随行してワシントンに赴任したが、美術品密輸に関わったとして6月6日にワシントンの日本公使館で自殺した。享年31。墓は谷中墓地にある。自殺に関しては、日本産品の輸入をめぐっての差別（江木が外交官特権を利用して米国の友人のため陶磁器その他の工芸品を無関税で輸入したとする件）を在米日本商社から糾弾されたのが原因とする説がある。渡米の際に官職を利用して多くの美術品を無賃にて携帯し、税官吏の指摘する所となり、吉田公使に追究されたためとも言われる。冤罪に抗議しての自殺とも言われ、遺言には西南戦争の関係と記されていたとされる。